# Stockholm-Båstad
Stockholm-Båstad är en svensk dramakomediserie från 2011 som visades på TV4 i tre 60 minutersavsnitt under våren 2011. Huvudmanusförfattare är Martin Persson och Peter Magnusson. Martin Persson har även regisserat och producerat serien.

## Handling
Pavel Edvardsson är en avdankad tennisspelare i före detta världsklass som lyckats få ett wild card till Swedish Open. När kompisen Danne Ståhl föreslår att de ska ta en stillsam vecka och åka båt från Stockholm till turneringen i Båstad, kan tennisspelaren inte tacka nej. Båtturen blir dock allt annat än stillsam, särskilt som kompisen är en festande tjejtjusare.

## Rollista (i urval)
- Peter Magnusson - Pavel Edvardsson
- Ola Rapace - Danne Ståhl
- Moa Silén - Anette
- David Hellenius - Kustbevakaren Olle Lindh
- Hanna Alström - Pavels exflickvänn Hannah
- Per Morberg - Hannas nya kille
- Allan Svensson - Börje Edvardsson
- Nour El Refai - Dannes ligg på båten
- Michelle Meadows - Larissa
- Mirja Turestedt - Louise
- Cecilia Forss - Camilla
- Henrik Norlén - Marcus
- Jill Ung - Margareta
- Messiah Hallberg - Nidevall
- Stefan Sahlin - DJ
- Thomas Gjutarenäfve - Häktesvakt